# Jardín Botánico de Liberec

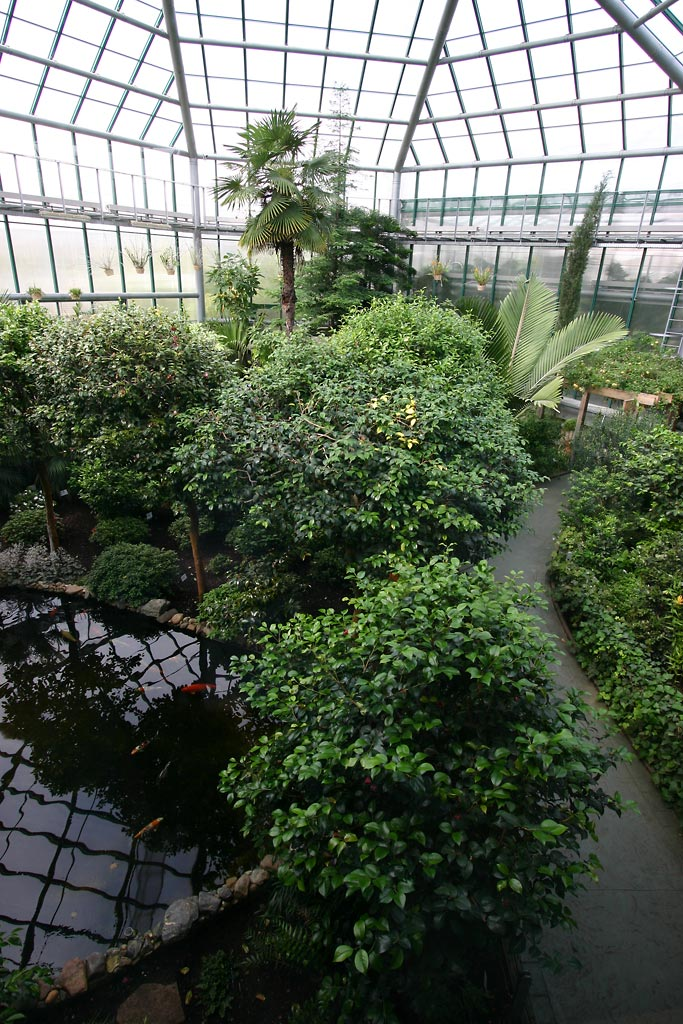
Vista del invernadero del Jardín Botánico de Liberec.

El Jardín Botánico de Liberec (en checo: Botanická zahrada Liberec) es un jardín botánico que se encuentra en la ciudad de Liberec, de la región de Bohemia, República Checa. Aquí se encuentra el invernadero más reciente de la República Checa, inaugurado en el 2001, sustituyendo a otros que en 40 años se habían quedado obsoletos.

## Historia
Sus inicios se remontan al año de 1876. 
El fundador de la colección de plantas carnívoras y actual director del jardín, el botánico Miroslav Studnicka empezó la colección hace unos 25 años como parte de un programa de intercambio internacional de semillas de plantas. 
En un principio las mantuvo en su casa pero cuando fue adquiriendo cierto volumen las transfirió al jardín botánico y una década más tarde la colección adquirió tal volumen que ha llegado a ser bien conocida a lo largo de todo el mundo. Y este estatus, ha sido confirmado con el primer premio que le fue concedido en la muestra que tuvo lugar en Ghent en 1995.

## Colecciones
El principal atractivo de este jardín es su colección única a nivel mundial de plantas carnívoras, y el complejo de invernaderos en el que se albergan, lo que le da una proyección internacional.
Sus colecciones se exhiben en:
- Al aire libre: se muestran más de 1.500 especies de plantas.
- Invernaderos: un complejo de invernaderos de aluminio interconectados con una extensión de 3.000 metros cuadrados con forma poligonal obra del arquitecto checo Pavel Vanecek, abiertos al público en agosto del 2001, que albergan unas 7500 especies de plantas tropicales y subtropicales en 13 colecciones temáticas, entre las que sobresalen:
  - Colección de orquídeas
  - Colección de cactus.
  - Colección de plantas de Australia
  - Colección de plantas carnívoras, que constituye la mayor colección del mundo.
  - Acuario con forma de túnel de 9.000 litros de agua de capacidad, que alberga especies únicas de peces, como el pez de pulmones africano.

## Actividades
En su hábitat natural las plantas carnívoras son sensibles en sumo grado a la polución atmosférica, por ejemplo la Pinguicula checa se encontraba casi extinta en su medio natural, con solamente una treintena de especímenes.
Pero gracias al programa de investigaciones de este jardín se logró salvar la planta mejorándola genéticamente, lo que ha permitido que actualmente miles de ejemplares de Pinguicula checa se hayan reintroducido con éxito en su medio natural.